# Alpha Protocol
Alpha Protocol ist ein Third-Person-Rollenspiel in einem Agenten-Szenario. Die Hauptperson ist der US-Geheimagent Michael Thorton, dessen Rolle der Spieler übernimmt. Das Spiel erschien nach mehrfacher Verschiebung am 28. Mai 2010 in Europa.

## Handlung
Arabische Terroristen der fiktiven Terrororganisation Al-Samad zerstören mit Hilfe von Lenkraketen ein Passagierflugzeug. Der ebenfalls fiktive amerikanische Geheimdienst Alpha Protocol schickt daher seinen neuen Agenten Michael Thorton nach Saudi-Arabien, um die Hintermänner des Anschlags zu eliminieren oder zu verhaften. Als offiziell nicht existente Organisation kann Alpha Protocol nach eigenen Gutdünken agieren. Da der Dienst ohne das Wissen der demokratischen Institutionen arbeitet und keine Verbindungen zur Regierung bestehen, sind die Agenten jedoch vollständig auf sich allein gestellt und können bei Fehlschlägen nicht auf Unterstützung von offizieller Seite hoffen.
Auf der Suche nach Drahtziehern des Anschlags stößt Michael Thorton auf Verbindungen der Terroristen zum amerikanischen Rüstungskonzern Halbech und zu Alpha Protocol selbst. Nachdem er den Anführer von Al-Samad stellen und Anhaltspunkte auf größere terroristische Verstrickungen aufdecken konnte, wird Thorton selbst beinahe Opfer eines scheinbar von Alpha Protocol ausgehenden Raketenangriffs. Thorton entgeht dem Anschlag nur knapp, findet seinen Namen anschließend jedoch auf den Most Wanted-Listen von CIA, FBI und anderen Geheimdiensten – er wird weltweit als Terrorist und Verräter gesucht.
Als nunmehr abtrünniger Geheimagent verfolgt Thorton die Drahtzieher weiter und sucht nach Hinweisen an den Schauplätzen Taipeh (Taiwan), Rom (Italien) und Moskau (Russland). Dort untersucht er die Beziehung des Halbech-Konzerns zu verschiedenen kriminellen und terroristischen Organisationen, die weltweit für die Destabilisierung politischer Systeme und Kriegsgefahren verantwortlich sind. Die Interessen, Ziele und Verbindungen der verschiedenen Geheimbünde und Verbrecherorganisationen bilden ein nur schwer zu durchschauendes Informationsgeflecht, das sich je nach Entscheidung des Spielers anders entfaltet. Nachdem Thorton sich auf diesem Weg einen Überblick über das globale Ausmaß der terroristischen Aktivitäten machen konnte, kommt es zum Showdown im Alpha-Protocol-Hauptquartier in den USA. Den tatsächlichen Ausgang des Spiels bestimmt der Spieler durch sein vorhergehendes Auftreten in Dialogen und die Wahl seiner Verbündeten zu einem Großteil selbst.

## Spielprinzip
Alpha Protocol versucht spielerisch einen Spagat zwischen dem Rollenspiel- und Actiongenre herzustellen. Der Spieler soll die Möglichkeit haben, nach eigenem Gusto einen individuellen Charakter mit unterschiedlichsten Talenten erstellen zu können. Die erfolgreiche Anwendung dieser Talente ist gemäß der Rollenspielprinzipien über das Stufensystem nicht ausschließlich von den Reaktions- und Koordinationsfähigkeiten des Spielers im Umgang mit dem Eingabegerät abhängig. Die actionreiche Inszenierung der Kämpfe oder das Dialogsystem dagegen sollen den zuweilen gemächlichen Spielverlauf gängiger Rollenspiele aufbrechen und durch die vereinfachten Aktionsmöglichkeiten auch unerfahrene und genrefremde Spieler ansprechen. Es weist in Spielweise und Präsentation des Spielgeschehens Ähnlichkeiten zu BioWares kommerziell erfolgreichem Rollenspiel Mass Effect auf.
Im Gegensatz zu Mass Effect werden die rollenspielerischen Aspekte und die Charakterentwicklung etwas stärker in Szene gesetzt und sind im Spielverlauf stets spürbar. So muss der Spieler bereits vor Missionsantritt eine Auswahl der Ausrüstungsgegenstände treffen, die ihm zur Verfügung stehen sollen. Beispielsweise kann nur aus zwei der vier Waffensysteme jeweils eine bestimmte Waffe mitgenommen werden. Die Wahl dieser Waffen kann während des Missionsverlaufs nicht mehr abgeändert werden. Dadurch ist der Spieler stärker als in Mass Effect an seine Entscheidungen vor Missionsantritt gebunden und dazu angehalten, sich mit der Auswahl und Zusammenstellung seiner Ausrüstung regelmäßig auseinanderzusetzen. Andererseits wird der Aufwand durch die Beschränkung auf einen einzigen Charakter ohne Begleitteam stärker eingegrenzt.
Neben der Charakterentwicklung wird der Spieler wesentlich auf zwei Ebenen aktiv. Ausgehend von seinem Versteck an einem der drei Haupthandlungs-Standorte (Moskau, Rom, Taipeh) entscheidet er sich auf einer taktischen Übersichtskarte, welche Mission er als Nächstes ausführen will. Dabei stehen häufig mehrere Missionen zur Auswahl, deren zeitliche Abfolge der Spieler selbst wählen kann. Auch ein Wechsel zwischen den drei Standorten ist jederzeit möglich. Erfolgreich absolvierte Missionen schalten in der Regel weitere Folgemissionen frei. In einigen Fällen kann sich die Missionsauswahl oder der Ablauf einer Mission durch Entscheidungen des Spielers verändern. So entsteht der Eindruck eines nonlinearen Spielaufbaus.
Die Missionen in sich bestehen aus linear aufgebauten Levels. An einigen Punkten erhält der Spieler die Möglichkeit, die Begleitereignisse oder den letztendlichen Ausgang zu variieren. Durch den Aufkauf bestimmter Informationen oder Zahlungen im Vorfeld der Mission können z. B. taktische Informationen erworben werden oder die Stärke der gegnerischen Truppen reduziert werden. Hauptsächlich über Dialogoptionen kann beispielsweise über das Töten oder die Freilassung der Zielperson der Handlungsverlauf verändert werden. Dazu gesellen sich kleine Nebenmissionen mit Entscheidungsmöglichkeiten, wie die Weiterleitung eines Waffentransports an einen Waffenhändler (verbunden mit zusätzlichen Kaufoptionen im weiteren Spielverlauf) oder die Nutzung für eigene Zwecke. Der eigentliche Missionsverlauf wird dabei jedoch nur marginal verändert. Die Entscheidungen besitzen vor allem Auswirkungen auf die Fraktionen oder Hauptpersonen des Spiels und damit auf deren zukünftiges Verhalten im Handlungsverlauf.
Alle spielerischen Entscheidungen beeinflussen letztendlich den Verlauf des finalen Aktes und den Ausgang der Handlung im Abspann.

### Kampfsystem
Man steuert seinen Charakter aus der Third-Person-Perspektive, die Kämpfe finden in Echtzeit statt. Im Kampf greift Thorton auf ein Arsenal von Waffen mit unterschiedlichen Eigenschaften, Granaten, Spionage-Werkzeugen oder seine Nahkampftalente zurück. Für besiegte Gegner erhält man Erfahrungspunkte, welche man zum Aufwerten von zehn Fähigkeiten benutzen kann. Diese Fähigkeiten verbessern Thortons Umgang mit Waffen, sein Talent im Nahkampf oder sein Technikverständnis. Einige Talente werden vom System automatisch bei passender Gelegenheit aktiviert, andere müssen gezielt aufgerufen werden. Im Anschluss an die Verwendung besteht eine vom Talent und Talentstufe abhängige Abklingzeit, bevor es erneut eingesetzt werden kann. Im Verlauf der Missionen sammelt Thorton Geld, mit dem er neben Informationen auch stärkere Waffen oder Modifikationen zur Verbesserung seiner Ausrüstung erwerben kann.
Im Spiel können, bzw. müssen ferner Türen und Tresore geknackt, Alarmanlagen ausgeschaltet und Computer gehackt werden. Dabei muss der Spieler senkrecht bewegende Bolzen in eine Reihe bringen, verzweigte Kabel auswählen und zwei Zeichengruppen auf einer, sich ständig ändernden Monitoranzeige entdecken. Diese Aktionen müssen innerhalb kurzer Zeit erfolgen; das Spielgeschehen und ggf. Angriffe werden dadurch nicht unterbrochen.

### Dialoge
Wie in vielen Rollenspielen üblich, kann man entscheiden, was bzw. wie der Charakter antworten soll. Statt einer Auswahl vollständig ausformulierter Antwortmöglichkeiten orientiert sich das Spiel optisch wie inhaltlich an einem zuvor in Mass Effect eingeführten, verkürzten Dialogsystem. Dabei werden lediglich drei bis vier Sinnrichtungen vorgegeben, aus denen der Spieler auswählen kann. Die Auswahl besteht zum Beispiel aus „Aggressiv“, „Witzelnd“ oder „Informationen“. Anders als in Mass Effect steht dem Spieler jedoch nur ein kurzes Zeitfenster für die Auswahl zur Verfügung, andernfalls wird eine vorselektierte Standardantwort verwendet. Unterbrechungen im Gesprächsfluss werden dadurch vermieden und der cineastische Eindruck verstärkt. Dabei können über das Dialogfenster auch schwerwiegende Entscheidungen getroffen werden, wie z. B. „Verschonen“ oder „Exekutieren“ von handlungsrelevanten Personen. Die Entscheidungen beeinflussen direkt den weiteren Verlauf des Gesprächs oder des ganzen Spiels. So können sich die Beziehung zu anderen Charakteren und Fraktionen verbessern oder verschlechtern.

## Entwicklung
Als Vorbilder für die Agententhematik des Spiels dienten den Entwickler die sogenannten „drei JB“s: James Bond, Jack Bauer und Jason Bourne. Das Szenario trägt jedoch auch Züge der Mission-Impossible-Reihe. Produzent Ryan Rudcinski gab außerdem den Politthriller Syriana als einen der Haupteinflüsse an. Die mitunter gewalttätigen Handlungsoptionen in Dialogen ist an das Verhalten Jack Bauers angelehnt, zu den Einflüssen der Bourne-Filme zählt unter anderem das Einbinden von Martial Arts in das Kampfsystem. Eine Hauptanforderung an das Spiel war die Einbindung cinematischer Zwischensequenzen. Als technische Grundlage nutzte Obsidian die Unreal-Grafikengine in der Version 3.
Die Zeitbegrenzungen innerhalb des Dialogsystems ist eine Übernahme von Arbeiten an einem eingestellten Spiel im Alien-Universum. Hier sollte die Zeitbegrenzung ursprünglich das Gefühl der drohenden Gefahr unterstreichen und somit die Spannung aufrechterhalten. Für Alpha Protocol wurde das System schließlich in Anlehnung an die hektische Inszenierung von 24 übernommen. Untersuchungen von Gehirnströmungen bei Testpersonen belegten demnach für das Dialogsystem ähnliche Affekte auf den Spieler wie beispielsweise Kampfeinlagen. Für Lead Designer Chris Avellone stellte dies außerdem eine Abrechnung mit bedeutungslosen Dialogbäumen in Computer-Rollenspielen dar. Die Wahl der Antworten sollte unveränderliche und spürbare Konsequenzen auf die Handlung des Spiels haben und somit reale Gesprächssituationen simulieren.
Die vierjährige Entwicklung erwies sich für Obsidian als schwierig. Es fehlte intern an verbindlich festgehaltenen Zielvereinbarung, die zu Unsicherheiten unter den Entwicklern führte. Obsidan-Chef Feargus Urquhart bezeichnete die Situation als „mäandern“ zwischen einem Shooter, einem Rollenspiel, eine Schleichspiel und allen drei Genres auf einmal. Es fehlte auch an einer eindeutigen Zielgruppenbestimmung.

## Rezeption
Das Spiel erhielt von Testern gemischte Wertungen. Die Veröffentlichung des Spiels wurde um acht Monate verschoben, wodurch das Spiel erst nach Mass Effect 2 und Splinter Cell: Conviction auf den Markt kam, die Alpha Protocol auch nach Aussage von Entwicklern in puncto filmischer Präsentation und Schleichmechanik deutlich überlegen waren. Kritisiert wurde von der Fachpresse u. a. die für Unreal-III-Verhältnisse schlechte Grafikleistung, die mangelhafte KI und eine schlechte Qualitätskontrolle. Gelobt wurden hingegen die spannend inszenierte Handlung und die zahlreichen Entscheidungsmöglichkeiten, die spürbaren Einfluss auf den Verlauf der Handlung nehmen. Auffällig waren große Wertungsunterschiede zwischen der europäischen und der US-amerikanischen Fachpresse. So schnitt das Spiel in europäischen Beurteilungen deutlich besser ab als in der amerikanischen Presse. Im deutschsprachigen Raum liegt die Durchschnittswertung der Fachpresse je nach Plattform bei 78 % bis 79 %, weltweit zwischen 63 % (Xbox 360) und 72 % (PC). Den schlechten Wertungen der Fachpresse standen nach Aussage Obsidians viele positive Kundenstimmen gegenüber, auch auf längere Sicht. Das Spiel entwickelte sich zu einem Geheimtipp.
Nach dem Quartalsbericht des Publishers Sega für das 1. Quartal des Geschäftsjahrs 2011 hat sich Alpha Protocol bis zum 30. Juni ca. 700.000 mal verkauft. Gegenüber dem englischen Spielemagazin CVG äußerte Segas Western President Mike Hayes in einem Interview, dass das Spiel die Verkaufserwartungen nicht erfüllen konnte. Trotz eines guten Konzepts hätten schlechte Wertungen und hoher Konkurrenzdruck einen Erfolg verhindert. Daher strebe man keine Fortsetzung an. Eine Erweiterung des Spiels durch Downloadcontents wurde bereits im Vorfeld der Veröffentlichung ausgesetzt, obwohl erste Planungen für die Erstellung neuer Zusatzmissionen existierten.